# Kalvertoren

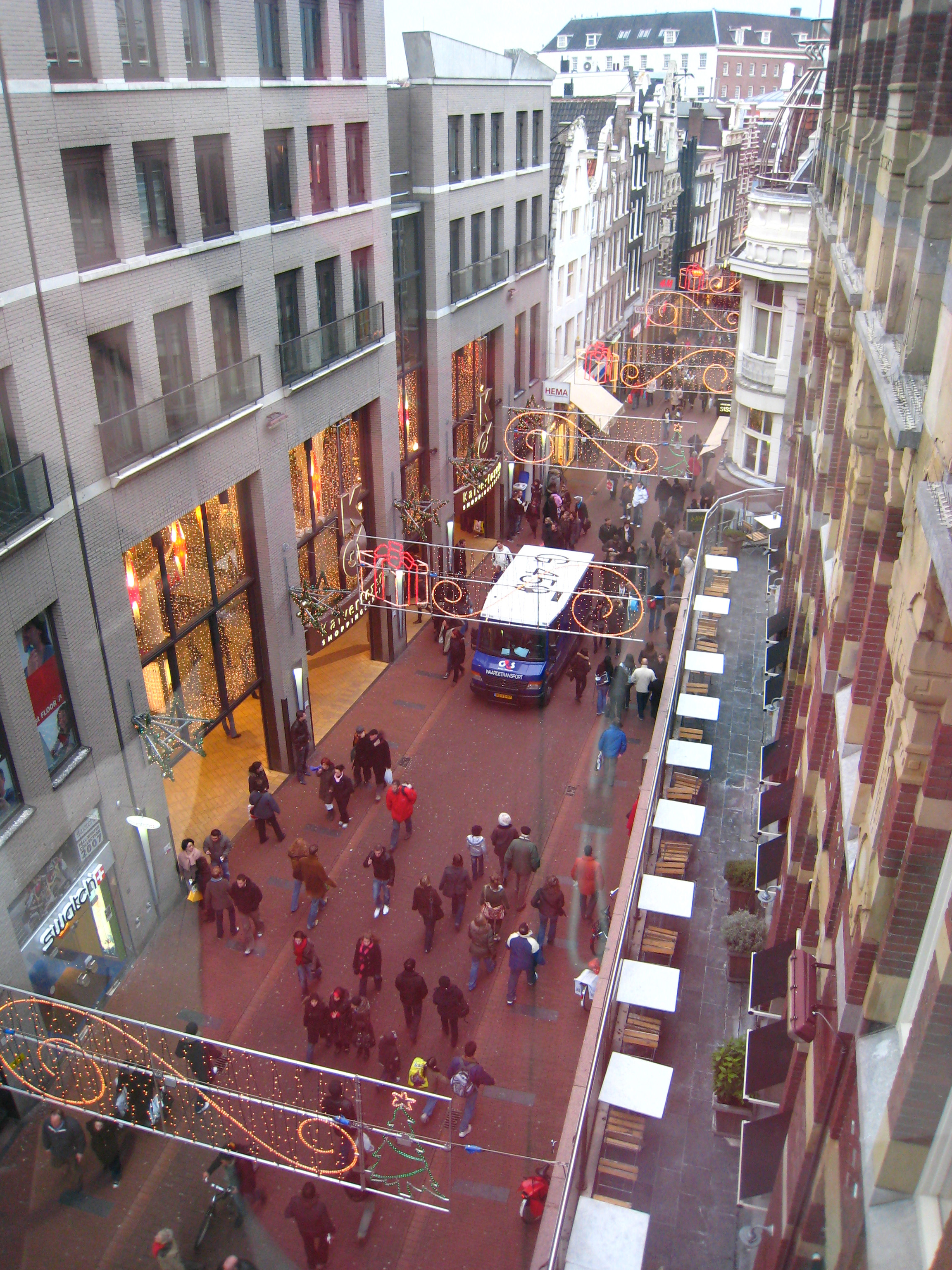
Vista interior

El Kalvertoren es un centro comercial en Ámsterdam, Países Bajos que se encuentra concretamente en Kalverstraat, la principal calle comercial de la ciudad. El proyecto fue desarrollado por Multi Corporation. En 1998, la torre del centro comercial ganó el Premio europeo anual que es otorgado por la CAPI, el Consejo Internacional de Centros Comerciales. La torre de vidrio y acero tiene una escalera, un sistema mecánico con un ascensor de cristal, transportando a los clientes a la cima. Desde el restaurante en la planta superior (llamado azul), se tiene una vista del centro histórico de Ámsterdam. Además de muchas tiendas, también alberga dos grandes almacenes, varias cafeterías y un restaurante.